# Una aventura en Marruecos
Una aventura en Marruecos (título original: Lonely Planet) es una película romántica estadounidense de drama de 2024, escrita y dirigida por Susannah Grant. Está protagonizada por Laura Dern y Liam Hemsworth. La trama gira en torno a una exitosa novelista que encuentra el amor con una persona inesperada en un lugar exótico.
La película se estrenó en Netflix el 11 de octubre de 2024.

## Sinopsis
Katherine Loewe, una escritora exitosa y respetada, viaja a un complejo turístico en Marruecos para terminar su última novela literaria. Aunque normalmente es prolífica, se siente bloqueada debido a una separación de su pareja de largo tiempo, quien le está insistiendo agresivamente para que se mude. Owen Brophy, un gerente financiero, llega con su novia, Lily Kemp, quien está allí para participar en un retiro de escritores. Aunque la novela de Lily ha tenido un gran éxito crítico y financiero, se siente intimidada por la presencia de los escritores famosos y le pide a Owen que la acompañe para recibir apoyo emocional.
Mientras Katherine lucha por encontrar un lugar tranquilo para escribir, Lily es recibida calurosamente por los escritores, especialmente por Rafih Abdo, un fanático suyo que la anima a aprovechar el retiro. Sin embargo, Owen rápidamente se convierte en el blanco del abuso verbal de la ganadora del Premio Nobel, Ada Dohon, quien lo acosa. Su aislamiento se agrava por su exigente trabajo, que lo obliga a realizar llamadas de alta presión con una diferencia horaria de cinco horas.
El sistema de fontanería de Katherine se avería y conoce a Owen mientras busca agua potable. Perdido, él la ayuda a encontrar su habitación en la oscuridad. Al día siguiente, Lily y los otros escritores optan por quedarse en el complejo turístico para hablar con un reportero, mientras que Owen y Katherine aprovechan una excursión preplaneada a un pueblo local. Los dos pasan la tarde juntos compartiendo reflexiones y observaciones sobre los viajes. Su vehículo se descompone de regreso, pero una familia local los invita a una cena casera y a disfrutar de algunas actividades recreativas, lo que ambos aprecian a pesar de la inconveniencia. Al regresar, Owen se entera de que Lily ha comenzado a experimentar con alcohol fuerte y hachís con los otros escritores; cuando menciona que conoció a Katherine, Lily se pone celosa, ya que es una de sus autoras favoritas.
Durante los días siguientes, Katherine encuentra un pequeño cuarto de utilidad para trabajar, mientras Owen hace turismo con Lily, quien invita a Rafih para que la acompañe mientras Owen atiende sus llamadas de trabajo. A pesar de que Owen intenta hacer feliz a Lily apoyándola, es humillado por los escritores durante un juego de charadas y menospreciado por Lily debido a su falta de conocimiento literario. Katherine se encuentra con él después y levanta su ánimo hablando sobre sus éxitos pasados en el deporte y compartiendo la dificultad de su trabajo; él, a su vez, expresa su admiración por su extensa lista de logros, confesando que la «googleó», y los dos pasan la noche compartiendo detalles personales.
Después de que Owen contrae intoxicación alimentaria, Lily se marcha durante varios días en una excursión prolongada al Sáhara. Katherine comparte que su pareja la deja porque la encuentra insoportable mientras escribe una novela; sin embargo, Owen la anima diciéndole que aprecia su perspectiva y autodescubrimiento en su proceso. Al regresar, el consumo de alcohol y drogas de Lily aumenta, llevándola a regresar a casa varias noches desnuda y drogada. Después de una fuerte discusión sobre esto, Owen bebe en exceso y le hace una insinuación a Katherine, que ella rechaza amablemente, citando la diferencia de edad. A la mañana siguiente, Lily intenta reconciliarse con Owen, pero es interrumpida por un mensaje de Rafih, revelando que los dos han estado teniendo una aventura. Owen la deja, luego encuentra a Katherine y le pide que lo acompañe en un viaje por carretera fuera del complejo turístico.
Katherine y Owen viajan juntos y se vuelven románticamente íntimos. Sin embargo, durante un viaje a una playa local, la laptop de Katherine, que contiene la única copia de su novela, es robada. Al haber perdido dos años de trabajo y enojada consigo misma, desquita su frustración con Owen, pero luego se marcha inmediatamente a Nueva York.
Varios meses después, Katherine ha terminado su novela, que se ha convertido en otro éxito. Por casualidad, Owen se encuentra más tarde con ella en un bar del centro, saludándola cálidamente antes de irse con sus amigos. Katherine corre tras él, confiesa que intentó encontrarlo varias veces, pero le faltó valor para hacerlo y se disculpa, afirmando que utilizó su escritura como una forma de mantenerlo presente en su mente y que leyó su libro favorito para comprender sus sentimientos. Owen la besa.

## Elenco
- Laura Dern como Katherine Loewe
- Liam Hemsworth como Owen Brophy
- Diana Silvers como Lily Kemp
- Younès Boucif como Rafih Abdo
- Adriano Giannini como Ugo Jaconelli
- Rachida Brakni como Fatema Benzakour

## Recepción
En el sitio web de agregación de reseñas Rotten Tomatoes, el 39% de las 33 críticas son positivas, con una calificación promedio de 5/10. Metacritic, que utiliza un promedio ponderado, le asignó a la película una puntuación de 47 sobre 100, basada en 15 críticos, lo que indica críticas «mixtas o promedio».